# Рудолф фон Райфершайд
Рудолф фон Райфершайд (на немски: Rudolf von Reifferscheid, Herr zu Millendonk & Malberg; † 16 април 1329) от фамилията Райфершайд, е господар на Малберг в Айфел и на Милендонк при Нойс на река Рейн срещу Дюселдорф.

## Произход и наследство
Той е вторият син на Фридрих II фон Райфершайд ( † 19 февруари 1281), господар на Малберг и Бедбург, и съпругата му Анна фон Малберг († пр. 25 юни 1274), дъщеря на Рудолф фон Малберг и фон Бюресхайм.
Чрез майка му „Горният (Обербург) замък Малберг“ през 1273 г. става собственост на фамилията фон Райфершайд. Рудолф получава чрез първия си брак 1291 г. „господството Милендонк“ при Нойс на река Рейн срещу Дюселдорф.

## Фамилия
Първи брак: през 1291 г. с Гудерадис фон дер Щесен († ок. 1302), дъщеря на Хилдегер Руфус Стари фон дер Щесен и Алайдис. Така той получава „господството Милендонк“. Те имат децата:
- Беатрикс фон Райфершайд, омъжена за Якоб III фон Мирлаер, наследствен дрост на Гелдерн († сл. 1342)
- Фридрих († сл. 30 март 1346/50)
- Анна († сл. 25 март 1321), омъжена пр. 1311 г. за Герхард фон Щомел

Втори брак: през 1311 г. с графиня Алайдис I фон Клеве († сл. 1353), дъщеря на граф Дитрих Луф II фон Клеве, граф фон Хулхрат († 1308/1309) и Лиза фон Фирнебург († 1304). Бракът е бездетен.
Вдовицата му Алайдис I фон Клеве († сл. 1353) се омъжва втори път за Дитрих фон Кервенхайм († 20 юни 1335).